# Ippitoides uniformis
Ippitoides uniformis là một loài bọ cánh cứng trong họ Cerambycidae.